# Aleación sustitucional
Las Aleaciones sustitucionales son aquellas aleaciones en las que los átomos del elemento en menor proporción (metal soluto) ocupan o sustituyen lugares en los que antes se encontraban átomos del elemento en mayor proporción (metal solvente). 
Un ejemplo de aleación sustitucional es la aleación oro-cobre. El número de átomos de oro por cada 24 átomos determina el quilataje. Por ejemplo, una aleación que contiene 18 átomos de oro y 6 de cobre es una aleación de 18 quilates (el más común que usan los joyeros). 
Una aleación se obtiene al enfriar una mezcla líquida de dos metales fundidos. El otro tipo de aleaciones son las aleaciones intersticiales, en las cuales los átomos del metal soluto se incorporan en los huecos de la estructura que forman los átomos del metal disolvente.
- Datos: Q5688845